# Mitch Larkin
Mitchell Larkin (ur. 9 lipca 1993 w Buderim) – australijski pływak specjalizujący się w stylu grzbietowym, wicemistrz olimpijski i dwukrotny mistrz świata, rekordzista globu na krótkim basenie.

## Kariera pływacka
Larkin swoje pierwsze medale na międzynarodowych zawodach zdobył na Igrzyskach Wspólnoty Narodów w 2014 roku. Wywalczył wtedy złoto na dystansie 200 m stylem grzbietowym i trzy srebra w konkurencjach: 50 m stylem grzbietowym, 100 m grzbietem i 4 × 100 m stylem zmiennym. W grudniu tego samego roku został mistrzem świata na krótkim basenie na dystansie 100 m stylem grzbietowym. W konkurencji 200 m w tym samym stylu zajął trzecie miejsce. 
Rok później, podczas mistrzostw świata w Kazaniu zdobył złote medale na dystansie 100 i 200 m stylem grzbietowym. W obu tych konkurencjach dwukrotnie poprawiał rekordy Australii i Oceanii.  
W listopadzie 2015 r. z czasem 1:45,63 ustanowił nowy rekord świata na krótkim basenie w konkurencji 200 m stylem grzbietowym.
Na igrzyskach olimpijskich w Rio de Janeiro zdobył srebrny medal na dystansie 200 m stylem grzbietowym, uzyskując w finale czas 1:53,96. W sztafecie 4 × 100 m stylem zmiennym wywalczył brąz. Płynął także w konkurencji 100 m grzbietem, gdzie z czasem 52,43 zajął czwarte miejsce.
Podczas mistrzostw świata na krótkim basenie w Windsorze na dystansie 100 m stylem grzbietowym uzyskał czas 49,65 i zdobył złoty medal. Wywalczył także srebro w sztafecie 4 × 100 m stylem zmiennym. W konkurencji 200 m stylem grzbietowym z czasem 1:49,25 był czwarty.
W 2017 roku na mistrzostwach świata w Budapeszcie wywalczył srebro w sztafecie mieszanej 4 × 100 m stylem zmiennym i wraz z Danielem Cavem, Emmą McKeon i Bronte Campbell ustanowił nowy rekord Australii i Oceanii. W konkurencji 100 m stylem grzbietowym zajął szóste miejsce, uzyskawszy czas 53,24. Na dystansie dwukrotnie dłuższym nie zakwalifikował się do finału, plasując się na 15. pozycji (1:59,10).